# Opel Frontera

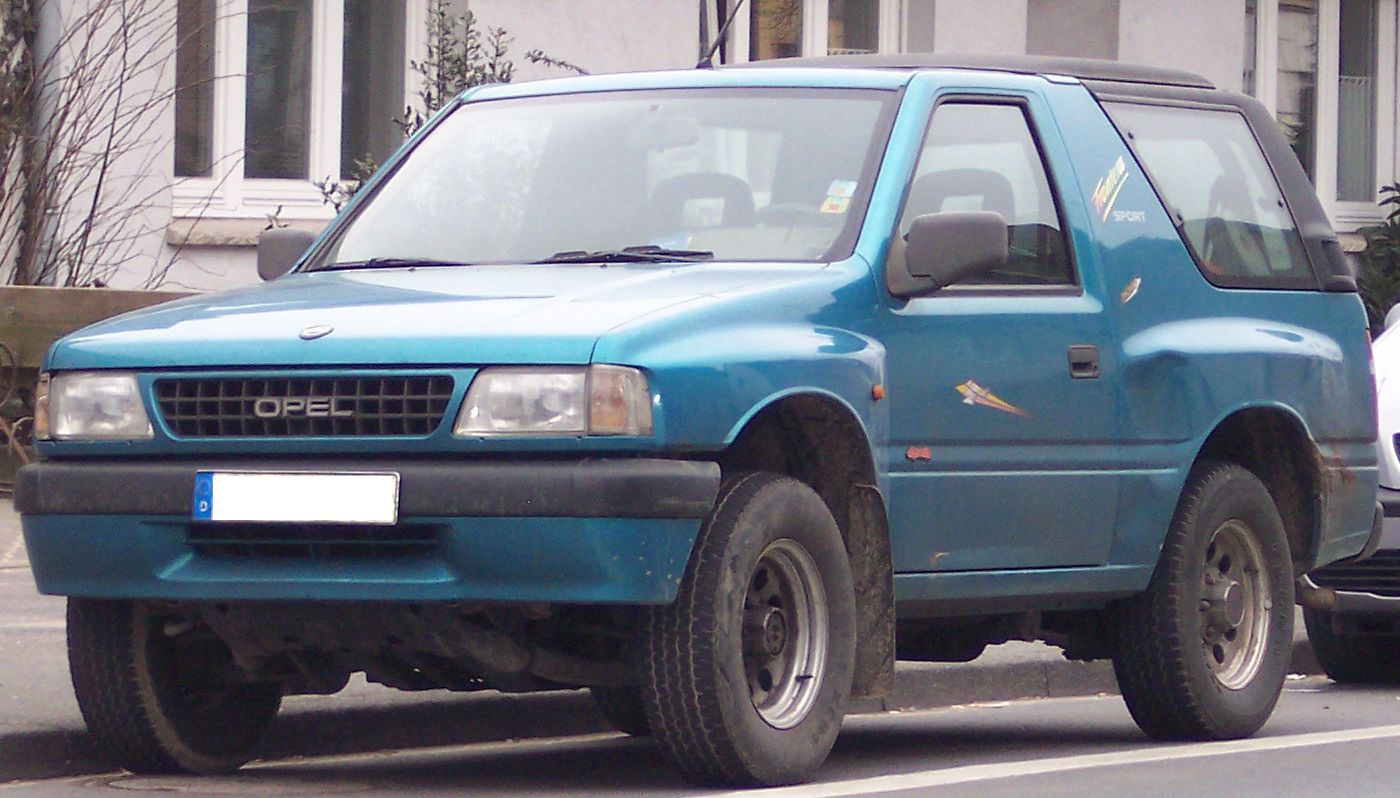
Opel Frontera Sport van de eerste generatie

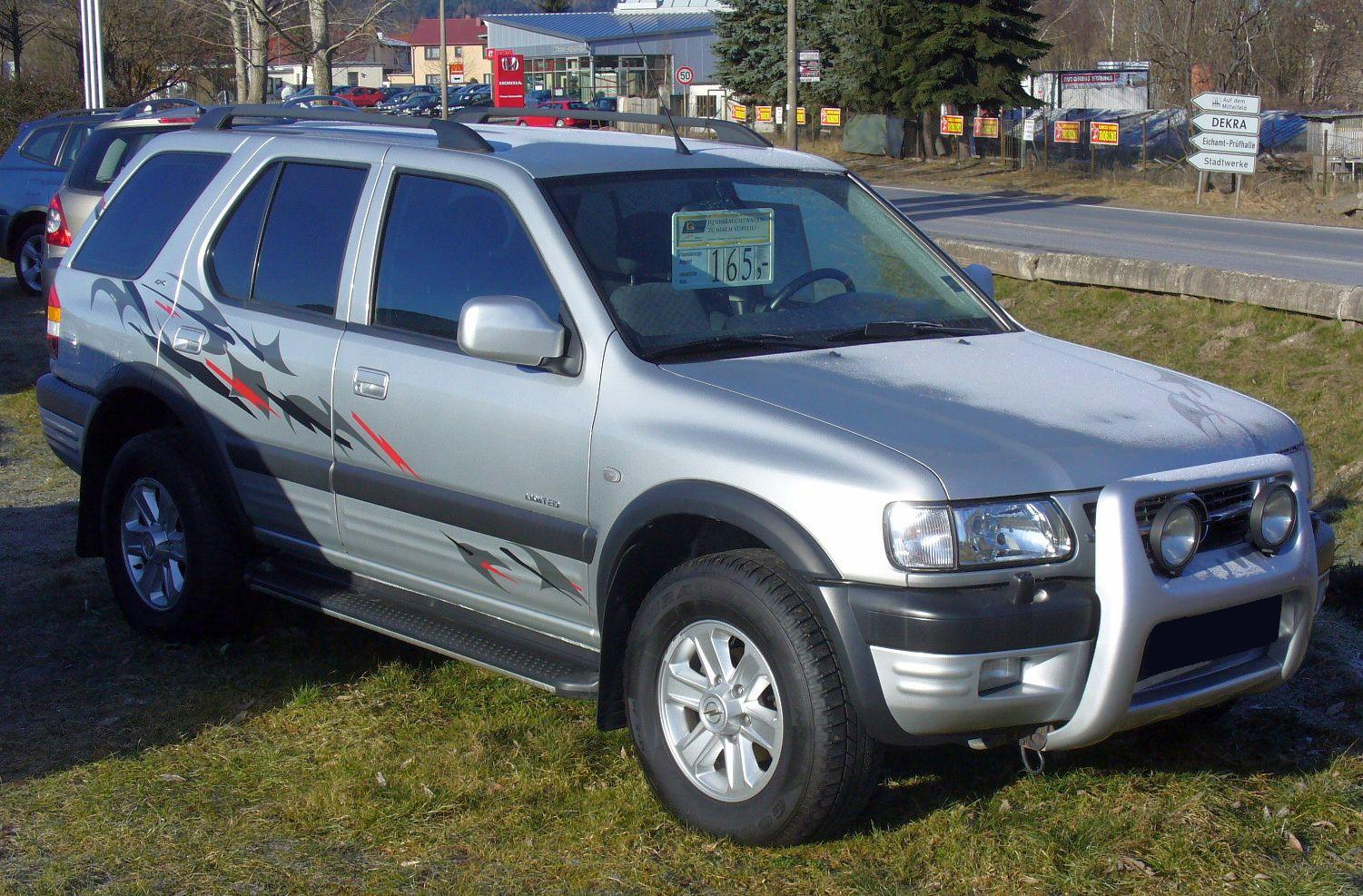
Opel Frontera Wagon van de tweede generatie

De Opel Frontera is een terreinauto die gebaseerd was op de Isuzu Rodeo. Het model kan feitelijk gezien worden als de opvolger van de Isuzu Trooper. De Opel Frontera was leverbaar als driedeurs met korte wielbasis ("Sport") en als vijfdeurs met langere wielbasis ("Wagon"). De auto is van 1992 tot en met 2004 op de markt geweest (Frontera Sport vanaf 1993).
In 2024 keerde de naam Frontera terug, ditmaal op een cross-over SUV.

## Motoren
De Opel Frontera is leverbaar geweest met de volgende motoren:
Benzine
| Type    | Motor     | Motor     | Motor   | Vermogen | Koppel | Jaartal     |
| Type    | Inhoud    | Cilinders | Kleppen | Vermogen | Koppel | Jaartal     |
| ------- | --------- | --------- | ------- | -------- | ------ | ----------- |
| 2.0     | 1.998 cm³ | 4-in-lijn | 8v      | 116 pk   | 170 Nm | 1993 - 1995 |
| 2.0 i   | 1.998 cm³ | 4-in-lijn | 8v      | 116 pk   | 172 Nm | 1995 - 1998 |
| 2.4 i   | 2.410 cm³ | 4-in-lijn | 8v      | 125 pk   | 195 Nm | 1992 - 1995 |
| 2.2 16V | 2.198 cm³ | 4-in-lijn | 16v     | 136 pk   | 202 Nm | 1995 - 2000 |
| 2.2 16V | 2.198 cm³ | 4-in-lijn | 16v     | 136 pk   | 200 Nm | 2000 - 2004 |
| 3.2 V6  | 3.165 cm³ | V6        | 24v     | 205 pk   | 290 Nm | 1998 - 2004 |

Diesel
| Type        | Motor     | Motor     | Motor   | Vermogen | Koppel | Jaartal     |
| Type        | Inhoud    | Cilinders | Kleppen | Vermogen | Koppel | Jaartal     |
| ----------- | --------- | --------- | ------- | -------- | ------ | ----------- |
| 2.3 TD      | 2.260 cm³ | 4-in-lijn | 8v      | 101 pk   | 215 Nm | 1992 - 1995 |
| 2.5 TDS     | 2.499 cm³ | 4-in-lijn | 8v      | 115 pk   | 260 Nm | 1996 - 1998 |
| 2.2 DTI 16V | 1.686 cm³ | 4-in-lijn | 16v     | 115 pk   | 260 Nm | 1998 - 2004 |
| 2.8 TDi     | 2.771 cm³ | 4-in-lijn | 16v     | 113 pk   | 242 Nm | 1995 - 1996 |

## Opel Antara
In 2006 is de Opel Antara op de markt gekomen. Dit model is volledig gebaseerd op de Chevrolet Captiva.